# Fiat CR.42

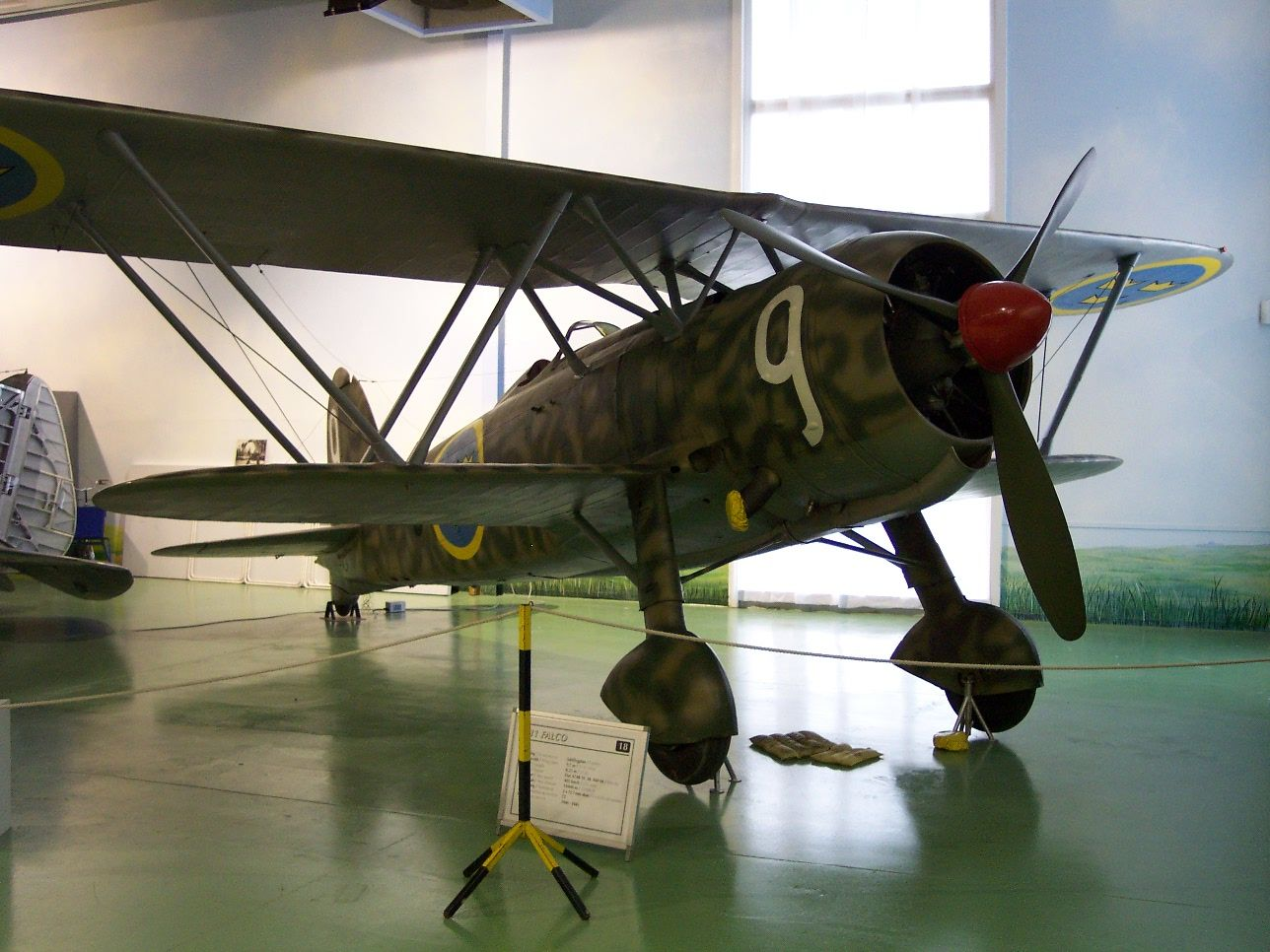
Eine schwedische Fiat CR.42, dort als J11 bezeichnet

Die Fiat CR.42 Falco (Falke) war ein italienisches Doppeldecker-Jagdflugzeug der späten 1930er-Jahre, das im Zweiten Weltkrieg zum Einsatz kam. Die CR.42 fand neben ihrem Einsatz bei der italienischen Luftwaffe auch Verwendung bei den Luftstreitkräften einiger weiterer europäischer Länder sowie ab 1943 auch der Italienischen Sozialrepublik und wurde bis 1944 produziert.

## Geschichte
Die Fiat CR.42 war die nochmals verbesserte und leistungsgesteigerte Nachfolgerin der bereits im Spanischen Bürgerkrieg eingesetzten CR.32, ebenfalls ein Jagdeinsitzer in herkömmlicher leinenbespannter Doppeldecker-Auslegung; sie wies jedoch im Gegensatz zu dieser einen luftgekühlten Doppelsternmotor auf. Entwickelt wurde sie wie schon ihre Vorgängertypen von Ingenieur Celestino Rosatelli, woraus sich die Modellbezeichnung CR ergab.
Das Doppeldecker-Jagdflugzeug war bereits bei seiner Einführung veraltet. Es entstand zu einer Zeit, als es im Deutschen Reich, in Großbritannien, Frankreich oder in den USA bereits moderne Jäger als Eindecker mit einziehbarem Fahrwerk gab, wie etwa die Messerschmitt Bf 109, Hawker Hurricane oder die Morane-Saulnier M.S.406-Jäger. Selbst in Italien gab es modernere Entwicklungen, wie die Fiat G.50 Freccia, Macchi MC.200 Saetta oder die Reggiane Re.2000 Falco. Der Grund hierfür war, dass es in der Regia Aeronautica (italienische Luftwaffe bis 1943) viele Verfechter der Idee des akrobatischen Luftkampfes gab, wie sie bislang mit der CR.32 perfekt ausgeübt werden konnte. Man war davon überzeugt, dass die Entschlossenheit des Piloten und die Wendigkeit allein genügten, um in Luftkämpfen zu siegen. Diese Luftkampftaktik vertraten auch die japanischen Militärs zu Beginn des Zweiten Weltkrieges. Darüber hinaus war für diese Entwicklung der große Erfolg des agilen Jagd-Doppeldeckers CR.32 im Spanischen Bürgerkrieg förderlich, sodass die Regia Aeronautica zum Zeitpunkt des Erstfluges der CR.42 sich noch nicht eindeutig für den Eindecker entschieden hatte. Diese erkannte ihre Fehleinschätzung indes erst 1939 und damit sehr spät, was dazu führte, dass die Falco zu Kriegsbeginn mit die Hauptlast bei den Luftkämpfen tragen musste.
Der Erstflug der CR.42 fand am 23. Mai 1938 statt. Die Maschine unterschied sich von ihrer Vorgängerin CR.32 durch einen moderneren Rumpf und einen luftgekühlten Doppelsternmotor vom Typ Fiat A.74 RC.38 mit einer Leistung von 840 PS. Zwar gehörte die „Falco“ zu den besten je gebauten Jagdflugzeugen ihrer Art; sie war jedoch zur Zeit des Kriegseintritts des faschistischen Italiens im Juni 1940 veraltet. Trotzdem war sie sehr beliebt bei den italienischen Verbänden, so dass einige Einheiten sogar ihre moderneren Macchi MC.200-Jäger gegen die CR.42 austauschten.
Auch ausländische Streitkräfte fanden schnell Interesse an dem wendigen Fiat-Jäger, immerhin zählte die italienische Luftwaffe in den 1930er-Jahren zu den Spitzenreitern der Luftkriegsführung, die auch zahlreiche Rekorde für sich verbuchen konnte. So kauften die belgischen Luftstreitkräfte 42 „Falcos“, Ungarn 68 Flugzeuge und Schweden (als J11) 72 CR.42.

## Einsatz

Farbrisse der CR.42

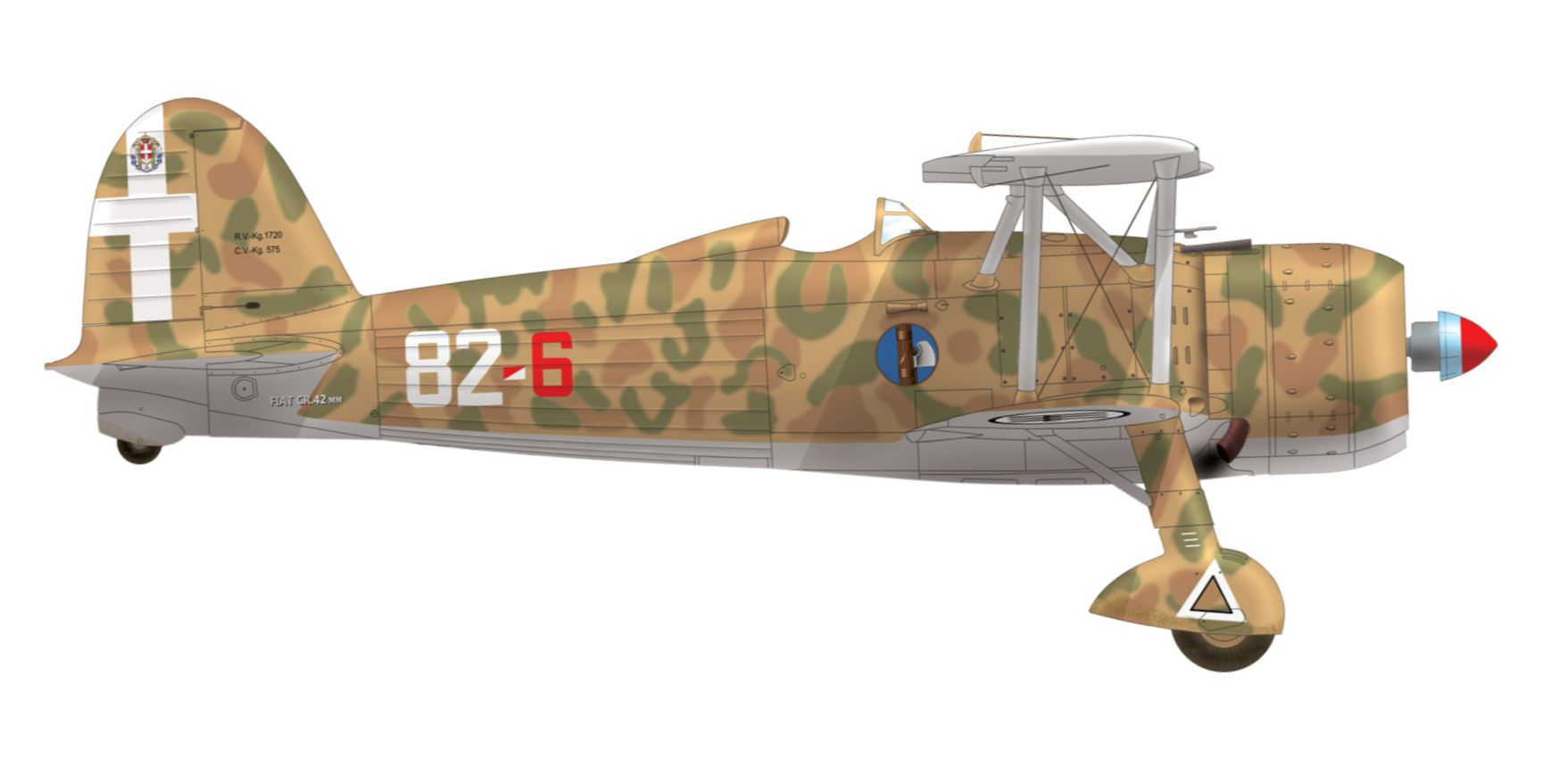
Fiat CR.42, 82a Squadriglia 13° Gruppo 2° Stormo. C. T., Flughafen Gambut, September 1940

Als das faschistische Italien im Juni 1940 auf deutscher Seite in den Zweiten Weltkrieg eintrat, konnten die „Falcos“ sich noch relativ gut gegen andere Jagdflugzeuge der Feindländer behaupten. In der Hand eines erfahrenen Piloten konnten sie trotz der geringeren Geschwindigkeit mit ihrer überlegenen Wendigkeit auch der Hawker Hurricane gefährlich werden. Gerade auf dem afrikanischen Kriegsschauplatz, beispielsweise in Italienisch-Ostafrika, konnten die Flieger der Regia Aeronautica große Erfolge für sich verbuchen. So kam es, dass dort die CR.42 in den Luftkämpfen gegen die Gloster-Gladiator-Doppeldecker eindeutig den Luftraum dominierte. Im weiteren Verlauf des Krieges in Europa, wo die moderneren Eindecker längst das Geschehen bestimmten, kristallisierten sich jedoch schnell die Nachteile des Fiat-Jägers heraus. Gerade die mangelnde Geschwindigkeit wurde oft zum Problem, so zum Beispiel bei der Luftschlacht um England.
Die ungarische Luftwaffe setzte die Fiat CR.42 anfangs erfolgreich im Feldzug gegen die Sowjetunion ein.
Ab 1942 wurde die „Falco“ mehr und mehr von der Jäger-Rolle entbunden, da sie in dieser Rolle längst ins Hintertreffen geraten war. Sie wurde zunehmend bei Flugschulen, als Jagdbomber oder als Schlachtflugzeug eingesetzt. Auch die deutsche Luftwaffe verwendete dieses Muster in Flugzeugführerschulen (FFS) und als Nachtschlachtflugzeug noch bis zum Frühjahr 1945.

## Versionen
- CR.42 „Falco“ mit einem 7,7-mm-MG und einem 12,7-mm-MG für Belgien, Ungarn und Italien
- CR.42AS mit Bombenschlössern, als Schlachtflugzeug und Jagdbomber
- CR.42bis mit zwei 12,7-mm-Maschinengewehren für Schweden (dort als J11 bezeichnet)
- CR.42CN für Nachteinsätze mit Scheinwerfern
- CR.42B (auch CR.42DB) mit einem V-12-Motor Daimler-Benz DB 601 ausgerüstetes Versuchsmuster, schnellster Doppeldecker der Welt (515 km/h)
- I.CR.42 (auch ICR.42 oder CR.42 Idro) Wasserflugzeug-Version mit zwei Schwimmern

## Einsatzländer
Belgien
- Belgische Luftwaffe

 Deutsches Reich
- Luftwaffe

 Königreich Irak
- Königlich Irakische Luftwaffe

 Königreich Italien
- Regia Aeronautica

 Italienische Sozialrepublik
- Aeronautica Nazionale Repubblicana

 Schweden
- Flygvapnet

 Ungarn
- Königlich Ungarische Luftstreitkräfte

## Technische Daten
| Kenngröße             | Daten |
| --------------------- | --- |
| Besatzung             | 1 |
| Länge                 | 8,26 m |
| Spannweite            | 9,70 m |
| Höhe                  | 3,57 m |
| Flügelfläche          | 22,4 m² |
| Leermasse             | 1708 kg |
| max. Startmasse       | 2295 kg |
| Antrieb               | ein Sternmotor Fiat-A-74-RC-38 (830–840 PS)                                                                                   |
| Höchstgeschwindigkeit | 450 km/h |
| Dienstgipfelhöhe      | 10.200 m |
| Steigzeit auf 6000 m  | 5,26 min |
| Reichweite            | 780 km |

Fiat C.R.42, Dreiseitenriss

| Bewaffnung            | 2 × 12,7-mm-MGs von SAFAT mit 400 Schuss spätere Varianten + 2 × 12,7-mm-MGs 200 kg Bomben unter den Tragflächen (2 × 100 kg) |

## Erhaltene Flugzeuge
Ein Flugzeug ist im Italienischen Luftfahrtmuseum Vigna di Valle ausgestellt. Es wurde aus Teilen von mindestens vier verschiedenen CR.42 sowie weiteren Einzelteilen in etwa zehn Jahren zusammengebaut und am 12. Mai 2005 mit einer Zeremonie offiziell in die Sammlung des Museums aufgenommen.